# Estelle Harris
Estelle Harris, nata Estelle Nussbaum (New York, 22 aprile 1928 – Palm Desert, 2 aprile 2022), è stata un'attrice e doppiatrice statunitense.

## Biografia
Estelle Nussbaum nacque nel quartiere di Hell's Kitchen, a New York il 22 aprile 1928, da immigrati polacchi di religione ebraica, Isaac e Anna Nussbaum.
Nel 1952, subito dopo aver fatto ritorno a New York, Harris incontrò ad un ballo scolastico Sy Harris, con cui si sposò sei mesi più tardi. Ebbero tre figli, oltre che a tre nipoti e un pronipote: Eric (nato nel 1957), diventato un assistente sociale, il produttore musicale Glen (nato nel 1961), e Taryn (nata nel 1964), un'ex agente di polizia della contea di Nassau oggi in pensione per disabilità. Nel 1977, una volta che i suoi figli iniziarono la scuola, ha iniziato la carriera di attrice, diventando famosa per aver interpretato Estelle Costanza, l'ansiosa ed eccentrica madre del protagonista George nella serie TV Seinfeld. Dal 1995 intraprese la carriera di doppiatrice e diede la propria voce a Mrs. Potato Head nel franchise Toy Story.
Il 20 settembre 2001 la coppia sopravvisse con gravi ferite a un violento incidente stradale, in cui la loro auto si ribaltò più volte dopo lo scoppio di una gomma. Sy Harris è morto l'11 gennaio 2021.
Estelle Harris è morta per cause naturali il 2 aprile 2022 nella sua casa a Palm Desert, in California, all'età di 93 anni.

## Filmografia

### Cinema
- C'era una volta in America (Once Upon a Time in America) (1984)
- Amadeus, regia di Miloš Forman (1984)

### Televisione
- Seinfeld - serie TV, 27 episodi (1992-1998)
- La famiglia Addams si riunisce (Addams Family Reunion), regia di Dave Payne - film TV (1998)
- Sabrina, vita da strega (Sabrina, the Teenage Witch) - serie TV, 1 episodio (2001)
- E.R. - Medici in prima linea (ER) - serie TV, 1 episodio (2006)
- Zack e Cody al Grand Hotel - serie TV, 14 episodi (2005-2008)
- iCarly - serie TV, episodio 1x07 (2007)

### Doppiatrice
- Timon e Pumbaa - serie TV, 1 episodio (1995)
- Toy Story 2 - Woody e Buzz alla riscossa (1999)
- House of Mouse - Il Topoclub - serie TV, 4 episodi (2002)
- Koda, fratello orso (2003)
- Mucche alla riscossa (2004)
- Kim Possible - serie TV, 3 episodi (2004)
- Tarzan 2 (2005)
- Fanboy & Chum Chum - serie TV, 11 episodi (2009-2012)
- Toy Story 3 - La grande fuga (2010)
- Vacanze hawaiiane, regia di Gary Rydstrom (2011) - cortometraggio
- Buzz a sorpresa (Small Fry), regia di Angus MacLane (2011) - cortometraggio
- Non c'è festa senza Rex (Partysaurus Rex), regia di Mark Walsh (2012) - cortometraggio
- Toy Story 4, regia di Josh Cooley (2019)

## Doppiatrici italiane
- Angiolina Quinterno in Zack e Cody al Grand Hotel
- Caterina Rochira in iCarly
- Grazia Migneco in La famiglia Addams si riunisce
- Graziella Polesinanti in C'era una volta in America (ridoppiaggio), Posta del cuore

Da doppiatrice è sostituita da:
- Cristina Noci in Toy Story 2 - Woody e Buzz alla riscossa, Mucche alla riscossa, Toy Story 3 - La grande fuga, Vacanze hawaiiane, Buzz a sorpresa, Non c'è festa senza Rex, Toy Story 4
- Stefania Giacarelli in Dave il barbaro
- Lorenza Biella in Koda, fratello orso
- Marzia Ubaldi in Tarzan 2
- Rita Savagnone in Futurama
- Graziella Polesinanti in Kim Possible